# Marvel Snap
Marvel Snap é um jogo eletrônico de cartas colecionáveis desenvolvido pela Second Dinner e publicado pela Nuverse para Windows, Android e iOS. O jogo apresenta uma coleção de vários personagens do Universo Marvel. Foi lançado em 18 de outubro de 2022, após um período de teste beta.

## Jogabilidade
Cada jogador tem um baralho de 12 cartas. Cada carta retratar um personagem da Marvel, contendo um custo, nível de poder e uma habilidade especial. No início de cada rodada, os jogadores podem colocar ao mesmo tempo uma ou mais cartas não reveladas em um dos três locais. Os locais são eecolhidos aleatoriamente para cada partida e cada local tem um efeito único. No final de cada turno, as cartas são reveladas e as habilidades especiais das cartas acontecem. Quem tiver o maior poder em um determinado local ganha esse local. O objetivo do jogo é vencer em duas das três localizações. O jogo costuma durar seis turnos, cada um deles dando aos jogadores "energia" de número proporcional ao turno (por exemplo no turno 4 você terá 4 de energia.) para jogar cartas mais poderosas.
Os jogadores sobem na classificação do jogo ganhando "cubos". Um jogo começa com um único cubo sendo apostado, mas um jogador pode dobrar as apostas a qualquer momento clicando no botão de  "snap", O oponente tem a opção de recuar da partida e perder menos cubos ou aceitar o snap.   O designer Kent-Erik Hagman comparou a mecânica ao cubo de duplicação do tradicional jogo de tabuleiro Gamão.
A jogabilidade do Marvel Snap é considerada relativamente simples em comparação com outros jogos de cartas colecionáveis, e os jogos individuais geralmente duram alguns minutos.
Na época do lançamento global, o jogo apresentava mais de 170 personagens, com o número aumentando semanalmente.

### Progressão no jogo
Em Marvel Snap, os jogadores podem obter variantes de suas cartas através de uma loja no jogo ou por recompensas de temporadas. Essas variantes são versões alternativas das cartas base do jogo, mas não oferecem nenhuma vantagem em relação às cartas bases. Em janeiro de 2023, havia cerca de mil variantes.

### Modos de jogo
O modo de jogo normal envolve partidas individuais em que um jogador batalha contra um oponente humano selecionado aleatoriamente. Nesse modo, o jogo utiliza baralhos pré-criados restritos às cartas que o jogador tem em sua coleção. Atualmente, o modo normal oferece apenas um modo de jogo Ranqueado. No início de cada mês, a temporada ranqueada termina, resultando em uma redefinição de 30 ranks da classificação da temporada de um jogador. 
Outros modos multiplayer incluem:
- Battle Mode permite aos jogadores competir contra amigos, convidando-os para batalhas privadas. Os cubos neste modo não contribuem para sua classificação na temporada; em vez disso, eles afetam sua vida. Cada jogador começa com 10 pontos de vida e vencer uma rodada inflige dano ao jogador adversário que corresponde ao valor do cubo. A partir da Rodada 5, os valores da aposta de cubos são dobrados automaticamente. [12]
- Conquest será um modo de jogo que incorpora o estilo de jogo do Battle Mode e apresenta seu próprio sistema de classificação no formato de ligas. A cada partida, os jogadores podem selecionar em qual liga desejam competir, como Proving Grounds, Bronze, Prata, Ouro, Vibranium ou Infinito. O Proving Grounds está sempre aberto para jogar, enquanto as outras ligas exigem um ingresso correspondente a liga para entrar. Os jogadores podem obter um ingresso derrotando uma série de três adversários consecutivos na liga anterior.[13]
- Modo de teste de deck, será um modo de jogo onde os jogadores podem testar decks contra um computador, utilizando um botão na tela de edição de deck.[14]